# Huracà Dennis (1999)
L'huracà Dennis va succedir durant la temporada d'huracans a l'Atlàntic del 1999. Va començant sent un huracà de categoria 2 que va tenir una trajectòria i intensitat erràtiques. Encara que mai va tocar terra com a huracà, la tempesta va ser responsable de produir vents amb força huracanada al llarg de Carolina del Nord causant a més erosió a les seves costes. L'huracà va causar $157 milions de dòlars en danys, i va matar 4 persones. Les fortes pluges del Dennis també van avançar les destructives inundacions de l'Huracà Floyd dues setmanes després. Malgrat l'entorn desfavorable, les dades dels caçadors d'huracans van indicar que Dennis s'havia intensificat en un huracà de categoria 1 a les 06:00 del 26 d'agost.
L'huracà Dennis va causar inundacions a Carolina del Nord i els estats de l'Atlàntic Mitjà a principis de setembre de 1999, que després es veurien agreujades per l'huracà Floyd. Com a cinquè cicló tropical de la temporada, Dennis es va desenvolupar a partir d'una ona tropical al nord de Puerto Rico el 24 d'agost. Originalment una depressió tropical, el sistema es va moure cap a l'oest-nord-oest i es va enfortir en una tempesta tropical malgrat el cisallament del vent desfavorable. La tempesta es va convertir en un huracà el 26 d'agost. Després de colpejar les illes Abaco, les condicions van millorar, permetent que Dennis s'enfortís en una categoria 2 a l'escala Saffir-Simpson el 28 d'agost. En aquella època, Dennis va començar a moure's paral·lel al sud-est dels Estats Units. A primera hora del 30 d'agost, la tempesta va assolir el màxim amb vents de 105 mph (165 km/h). L'endemà, els corrents de direcció es van esfondrar i la tempesta va interactuar amb un front fred, fent que Dennis es mogués de manera erràtica a la costa de Carolina del Nord. El cisallament del vent i l'aire fred associats al front van debilitar Dennis a una tempesta tropical l'1 de setembre i van eliminar algunes de les seves característiques tropicals. Finalment, les temperatures més càlides de l'oceà van provocar un cert reforç. El 4 de setembre, Dennis va girar cap al nord-oest i va tocar terra a Cape Lookout, Carolina del Nord, com una forta tempesta tropical. La tempesta es va debilitar lentament terra endins, abans de convertir-se en un cicló extratropical a l'oest de Nova York el 7 de setembre.
A les Bahames, Dennis va produir vents moderats, pluja i onades de tempesta a San Salvador, Illa de Crooked, Eleuthera i Illes Abaco, provocant danys als sostres i propietats costaneres. Dennis va portar ones de 6-8 d'1,8-2,4 m a la costa est de Florida, causant una erosió menor i quatre morts per ofegament. Les onades van deixar una forta erosió i inundacions costaneres al llarg dels Outer Banks de Carolina del Nord. Un canal de 1,8 a 2,4 m de profunditat creat al llarg de l'autopista 12 va aïllar tres pobles de l'illa Hatteras. Als comtats de Carteret, Craven i Dare, la tempesta va malmetre almenys 2.025 habitatges i negocis. Les fortes pluges produïdes per la tempesta a l'est de Carolina del Nord van ser generalment beneficioses a causa de les condicions de sequera, però alguns cultius van quedar danyats. Dues morts indirectes es van produir a Richlands durant un accident de cotxe relacionat amb el clima. Inundacions semblants a l'interior es van produir al nord i l'est de Virgínia. Un tornado a Hampton va danyar greument cinc complexos d'apartaments, tres dels quals van ser condemnats completament, així com un centre de vida assistida; unes 460 persones es van veure obligades a evacuar dels edificis, i fins a 800 vehicles poden haver patit danys. En general, els danys a Carolina del Nord i Virgínia van ascendir a uns 157 milions de dòlars, i es van produir inundacions menors a l'Atlàntic Mitjà i Nova Anglaterra.

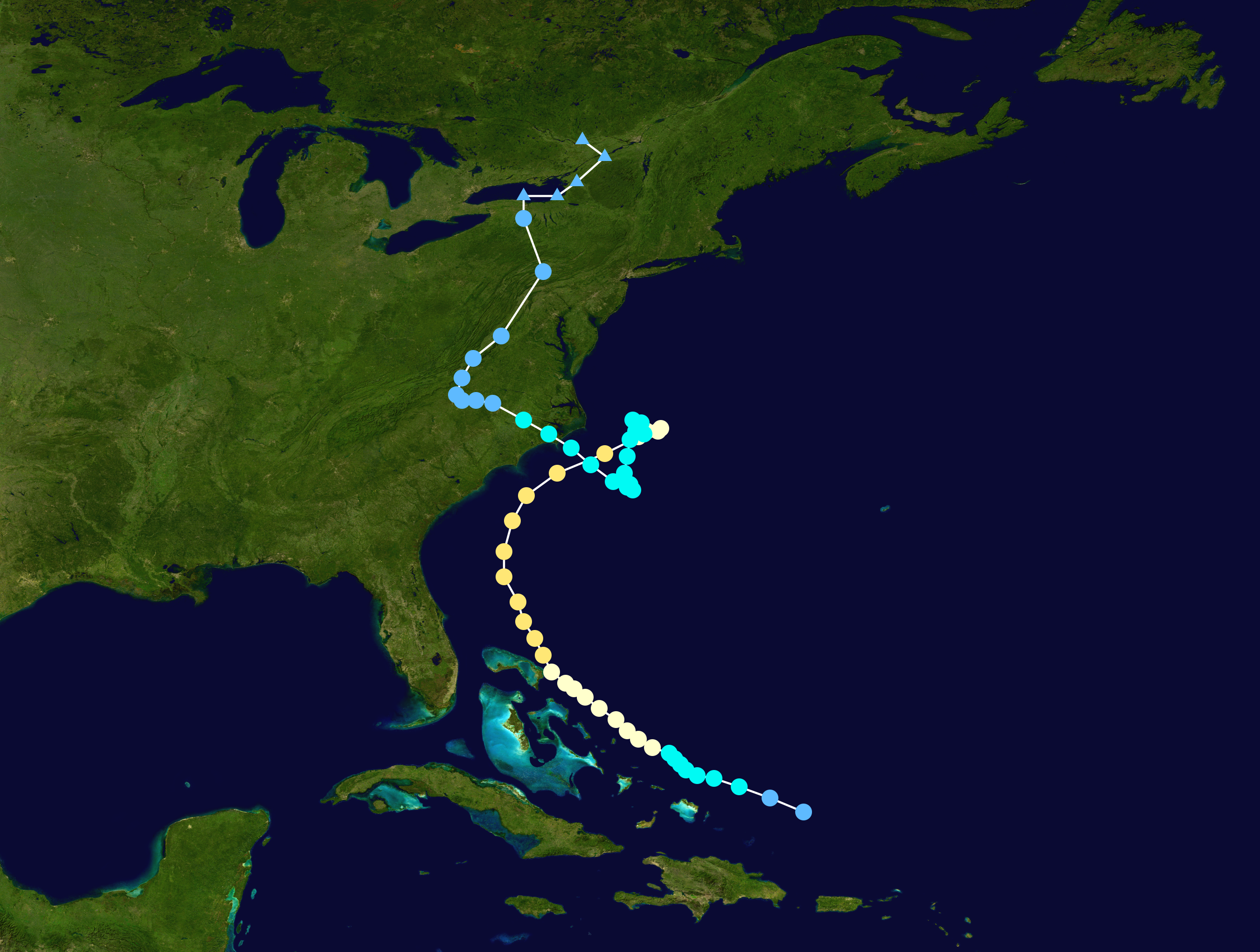
Trajectòria de la tempesta